# 玉島の森
玉島の森（たましまのもり）は、岡山県倉敷市にある都市公園（運動公園）である。

## 概要
玉島の森は、岡山県倉敷市玉島地区の埋立地にある総合運動公園で、115,217平方メートルの敷地内に、野球場・テニスコート・プール・体育館・陸上競技場（多目的広場）・遊具広場が設置されている。「森」を公園のコンセプトとしている。
1977年11月に都市計画公園として計画決定され、1981年から1985年にかけて各設備が整備された。各体育施設では各種スポーツ大会等も数多く開催され、2019年度には約93千人が本公園の体育施設を利用した。
また、2007年には映画「DIVE!!」のロケ地としても利用された。

## 体育施設
- 野球場 - 1981年3月開設[6]。両翼91メートル、中堅120メートル、収容人数1万人[1]。
- 陸上競技場（多目的広場） - 1982年3月開設[6]。サッカー・軟式野球・ソフトボール等で利用可、照明あり、トラックなし、収容人数6,000人[1]。2005年岡山国体ではサッカー少年男子の部の会場の一つとして利用された[8]。
- 体育館 - 1982年3月開設[6]。アリーナは40メートル四方、バレーボール・バスケットボール・テニス・卓球・バドミントン等で利用可、観覧用固定席420席[1]。
- テニスコート - 1982年6月開設[6]。砂入り人工芝コート6面（うち照明あり3面）、収容人数2,500人[1]。
- プール - 1985年2月開設[6]。50メートルプール（10コース）・幼児用プール、収容人数1,000人[1]。
- 遊具広場 - 築山・すべり台・複合遊具[9]、アスレチック遊具[10]などがある。

## アクセス
- JR西日本新倉敷駅よりバス22分・徒歩19分、もしくは車で16分（6.4キロメートル）[1]。
- 山陽自動車道玉島インターチェンジより車で25分[3]。

## ギャラリー
- 野球場（ホーム裏から右中間方面）
- 野球場（三塁側から）
- 野球場（レフト後方に中国電力玉島発電所）
- 陸上競技用（多目的広場）